# Krakovany (Slovacchia)
Krakovany (in ungherese Krakovány) è un comune della Slovacchia facente parte del distretto di Piešťany, nella regione di Trnava.